# کیسه هوا (فیلم)
کیسه هوا (انگلیسی: Airbag) فیلمی در ژانر اکشن است که در سال ۱۹۹۷ منتشر شد. از بازیگران آن می‌توان به ماریا د مدایروش، فرانسیسکو رابال، لوئیس کوئنکا و روسی د پالما اشاره کرد.